# 球缺
球缺是指球体被平面截去的一部分。截面称为球缺的底面，垂直于截面的直径被此截面截得的线段长称为球缺的高。
球缺的表面积：{\displaystyle 2\pi \times R\times h+\pi r^{2}}(R是球体的半径，h是球缺的高，r是球缺的底面半径）
球缺的体积：{\displaystyle \pi \times h^{2}\times (R-{\frac {h}{3}})}或{\displaystyle \pi \times h\times {\frac {3r^{2}+h^{2}}{6}}}(R是球体的半径，h是球缺的高，r是底面半径）
与球冠区别：球缺是体，而球冠是面，故球冠只能计算表面积。